# ネヴァー・ゴーン
『ネヴァー・ゴーン』（Never Gone）は、バックストリート・ボーイズの5枚目のスタジオ・アルバム。2005年6月14日にジャイヴ・レコードよりリリースされた。
日本では2005年6月8日にBMG JAPANより発売。

## 概要
前作より3年8ヶ月ぶり、オリジナルアルバムとしては2000年の『ブラック・アンド・ブルー』以来4年7ヶ月ぶりとなるアルバム。
アルバムタイトルはケヴィンの父でありブライアンの叔父であるジェラルドの死を悼んだもの。
全世界で300万枚以上を売り上げた。

## 収録曲
1. インコンプリート（Incomplete）
2. ジャスト・ウォント・ユー・トゥ・ノウ（Just Want You to Know）
3. クロウリング・バック・トゥ・ユー（Crawling Back to You）
4. ウィアード・ワールド（Weird World）
5. アイ・スティル...（I Still...）
6. ポスター・ガール（Poster Girl）
7. ルーズ・イット・オール（Lose It All）
8. クライミング・ザ・ウォールズ（Climbing the Walls）
9. マイ・ビューティフル・ウーマン（"My Beautiful Woman）
10. セイフエスト・プレイス・トゥ・ハイド（Safest Place to Hide）
11. シベリア（Siberia）
12. ネヴァー・ゴーン（Never Gone）
13. ソング・フォー・ジ・アンラヴド（Song for the Unloved）
ボーナストラック
14. ラッシュ・オーヴァー・ミー（Rush Over Me）
ボーナストラック
15. ムーヴィン・オン（Movin' On）
ボーナストラック

来日記念限定盤DVD
1. "インコンプリート" ビデオ - "Incomplete" (music video)
2. "インコンプリート" メイキング - "Incomplete" (behind the scenes)
3. "ジャスト・ウォント・ユー・トゥ・ノウ" ビデオ - "Just Want You to Know" (music video)
4. "ジャスト・ウォント・ユー・トゥ・ノウ" メイキング - "Just Want You to Know" (music video; alternate version)
5. "ジャスト・ウォント・ユー・トゥ・ノウ" 未公開バージョン - "Just Want You to Know" (behind the scenes)
6. "アイ・スティル..." ビデオ - "I Still..." (music video)
7. "アイ・スティル..." メイキング - "I Still..." (behind the scenes)
8. フォト・ギャラリー - "Photo Gallery"
9. "ラスト・ナイト・ユー・セイヴド・マイ・ライフ" (ボーナス・オーディオ) - "Last Night You Saved My Life"